# Chrysococcyx meyerii
Il cuculo bronzeo guancebianche o cuculo bronzato di Meyer (Chrysococcyx meyerii Salvadori, 1874) è un uccello della famiglia Cuculidae.

## Distribuzione e habitat
Questo uccello vive in Indonesia e Papua Nuova Guinea.

## Tassonomia
Chrysococcyx meyerii non ha sottospecie, è monotipico.